# Emad Jr.

## A Emad Jr.
A Emad Jr. - Empresa Júnior do Curso de Administração da Universidade Federal de Pelotas, é uma empresa júnior de consultoria empresarial formada por acadêmicos dos curso de Administração, Gestão Pública, Processos Gerenciais e Turismo da Universidade Federal de Pelotas. Presta serviços desde 1999, que visam soluções empresariais para micro, pequenas e médias empresas de Pelotas e região com custos diferenciados; orientação e apoio de docentes e profissionais especializados. 

## História
A Empresa Júnior do Curso de Administração da UFPel – Emad Jr. foi criada no ano de 1999 na cidade de Pelotas. Na sua criação tinha como nome ENE JR (Empresa de Novos Empreendedores), porém, com a finalidade de definir claramente a sua área de atuação, o nome foi trocado para o que é hoje: Emad Jr..
Logo no princípio, começou a prestar serviços para a Universidade e Comunidade de Pelotas e região, crescendo muito rapidamente. Desde sua fundação a Emad Jr. participa ativamente do MEJ (Movimento Empresa Jr.), marcando presença nos encontros regionais e nacionais realizados, sempre com o intuito de buscar novas tecnologias e trocar experiências com outras Empresas Juniores.
A empresa é a mais antiga em funcionamento ininterrupto na UFPel e uma das mais antigas do Rio Grande do Sul e foi uma das fundadoras da FEJERS.

## Áreas de Atuação
A Emad Jr. atua nas áreas da administração como: Estratégia Empresarial, Finanças, Gestão de Pessoas e Marketing.

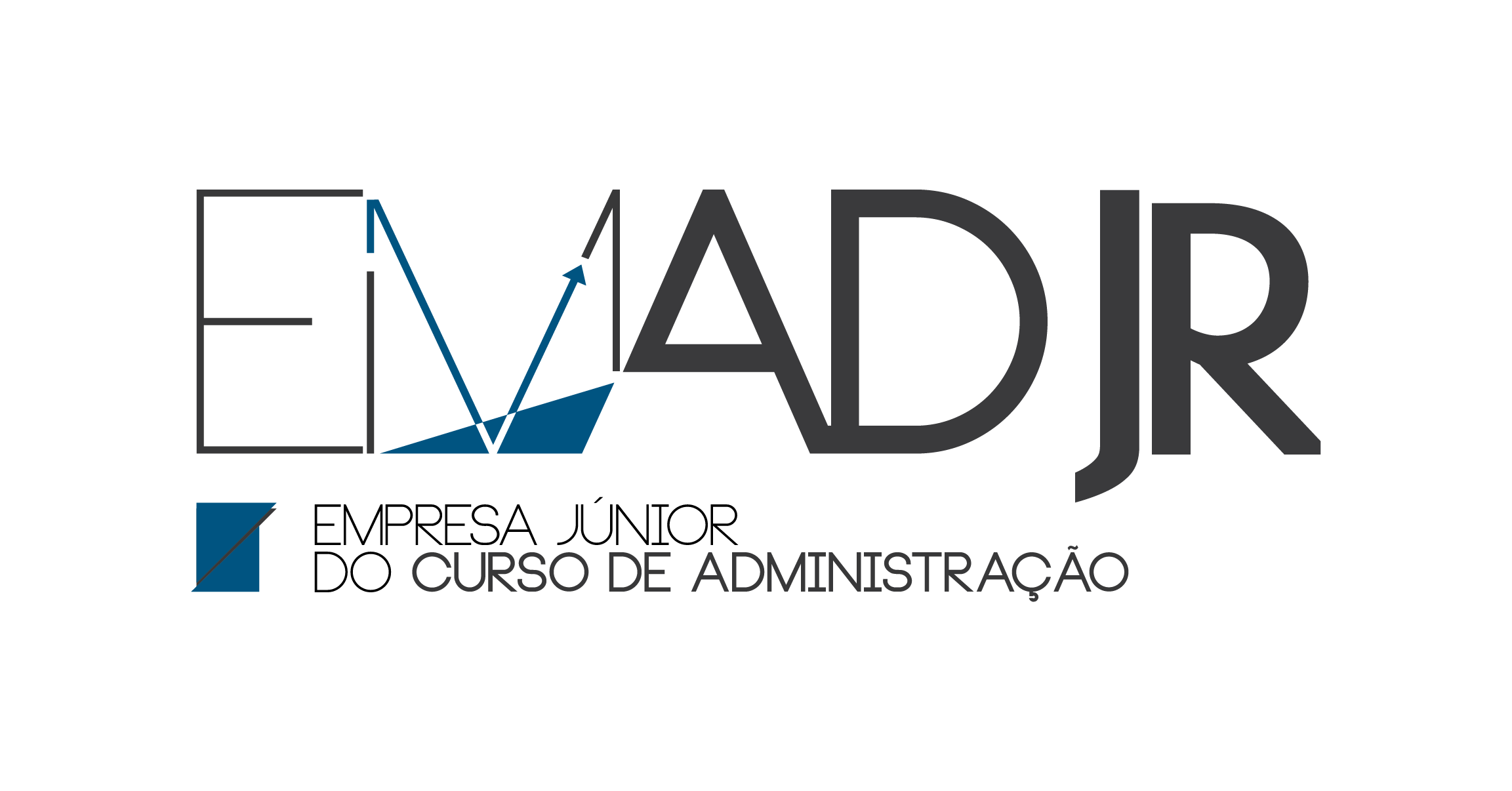
Logo da Emad Jr.